# Mugnano di Napoli
Mugnano di Napoli és un municipi italià, situat a la regió de Campània i a la Ciutat metropolitana de Nàpols. El 2025 tenia una població estimada de 35.231 habitants.